# Epistemología bayesiana
La epistemología bayesiana es un enfoque formal para varios temas de la epistemología que tiene sus raíces en el trabajo de Thomas Bayes en el campo de la teoría de la probabilidad. Una ventaja de su método formal en contraste con la epistemología tradicional es que sus conceptos y teoremas pueden definirse con un alto grado de precisión. Se basa en la idea de que las creencias pueden interpretarse como probabilidades subjetivas. Como tales, están sujetas a las leyes de la teoría de la probabilidad, que actúan como normas de racionalidad. Estas normas pueden dividirse en condiciones estáticas, que rigen la racionalidad de las creencias en cualquier momento, y condiciones dinámicas, que rigen cómo los agentes racionales deben cambiar sus creencias al recibir nueva evidencia. La expresión bayesiana más característica de estos principios se encuentra en la forma de los llamados "Dutch books", que ilustran la irracionalidad en los agentes a través de una serie de apuestas que conducen a una pérdida para el agente sin importar cuál de los eventos probabilísticos ocurra. Los bayesianos han aplicado estos principios fundamentales a varios temas epistemológicos, pero el bayesianismo no cubre todos los temas de la epistemología tradicional. El problema de la confirmación en la filosofía de la ciencia, por ejemplo, puede abordarse a través del principio bayesiano de condicionalización al sostener que una pieza de evidencia confirma una teoría si aumenta la probabilidad de que esta teoría sea verdadera. Se han hecho varias propuestas para definir el concepto de coherencia en términos de probabilidad, generalmente en el sentido de que dos proposiciones cohesionan si la probabilidad de su conjunción es mayor que si estuvieran neutralmente relacionadas entre sí. El enfoque bayesiano también ha sido fructífero en el campo de la epistemología social, por ejemplo, con respecto al problema del testimonio o al problema de la creencia grupal. El bayesianismo todavía enfrenta varias objeciones teóricas que no han sido completamente solucionadas.

## Relación con la epistemología tradicional
La epistemología tradicional y la epistemología bayesiana son ambas formas de epistemología, pero difieren en varios aspectos, por ejemplo, con respecto a su metodología, su interpretación de la creencia, el papel que desempeña la justificación o la confirmación en ellas y algunos de sus intereses de investigación. La epistemología tradicional se centra en temas como el análisis de la naturaleza del conocimiento, generalmente en términos de creencias verdaderas justificadas, las fuentes del conocimiento, como la percepción o el testimonio, la estructura de un cuerpo de conocimiento, por ejemplo en forma de fundacionalismo o coherentismo, y el problema del escepticismo filosófico o la cuestión de si el conocimiento es posible en absoluto. Estas investigaciones suelen basarse en intuiciones epistémicas y consideran las creencias como o presentes o ausentes. La epistemología bayesiana, por otro lado, trabaja formalizando conceptos y problemas, que a menudo son vagos en el enfoque tradicional. Por lo tanto, se centra más en las intuiciones matemáticas y promete un mayor grado de precisión. Considera creencias como un fenómeno continuo que se presenta en varios grados, los llamados "credences". Algunos bayesianos incluso han sugerido que debería abandonarse la noción regular de creencia. Pero también hay propuestas para conectar las dos, por ejemplo, la tesis lockeana, que define la creencia como un grado de creencia por encima de un determinado umbral. La justificación desempeña un papel central en la epistemología tradicional, mientras que los bayesianos se han centrado en las nociones relacionadas de confirmación y desconfirmación a través de la evidencia. La noción de evidencia es importante para ambos enfoques, pero solo el enfoque tradicional se ha interesado en estudiar las fuentes de evidencia, como la percepción y la memoria. El bayesianismo, por otro lado, se ha centrado en el papel de la evidencia para la racionalidad: cómo debe ajustarse el grado de creencia de alguien al recibir nueva evidencia. Existe una analogía entre las normas bayesianas de racionalidad en términos de leyes probabilísticas y las normas tradicionales de racionalidad en términos de consistencia deductiva. Ciertos problemas tradicionales, como el tema del escepticismo sobre nuestro conocimiento del mundo exterior, son difíciles de expresar en términos bayesianos.

## Fundamentos
La epistemología bayesiana se basa solo en unos pocos principios fundamentales, que pueden usarse para definir varias otras nociones y pueden aplicarse a muchos temas de la epistemología. En esencia, estos principios constituyen condiciones sobre cómo debemos asignar grados de creencia a proposiciones. Determinan lo que un agente idealmente racional creería. Los principios básicos pueden dividirse en principios sincrónicos o estáticos, que rigen cómo se deben asignar las creencias en cualquier momento, y principios diacrónicos o dinámicos, que determinan cómo el agente debe cambiar sus creencias al recibir nueva evidencia. Los axiomas de probabilidad y el "principio principal" pertenecen a los principios estáticos, mientras que el principio de condicionalización rige los aspectos dinámicos como una forma de inferencia probabilística. La expresión bayesiana más característica de estos principios se encuentra en forma de "Dutch books", que ilustran irracionalidad en agentes a través de una serie de apuestas que conducen a una pérdida para el agente sin importar cuál de los eventos probabilísticos ocurra. Esta prueba para determinar la irracionalidad se ha denominado la "prueba pragmática autoderrotista" (pragmatic self-defeat test).

### Creencias, probabilidad y apuestas
Una diferencia importante con respecto a la epistemología tradicional es que la epistemología bayesiana no se centra en la noción de creencia simple, sino en la noción de grados de creencia, los llamados "credences". Este enfoque trata de captar la idea de certeza: creemos en todo tipo de afirmaciones, pero estamos más seguros de algunas, como que la tierra es redonda, que de otras, como que Platón fue el autor del Primer Alcibíades. Estos grados vienen en valores entre 0 y 1. 0 corresponde a incredulidad total, 1 corresponde a creencia total y 0,5 corresponde a suspensión de la creencia. Según la interpretación bayesiana de la probabilidad, los grados de creencia representan probabilidades subjetivas. Siguiendo a Frank P. Ramsey, se interpretan en términos de la disposición a apostar dinero por una afirmación. Así, tener un grado de creencia de 0,8 (es decir, el 80%) de que su equipo de fútbol favorito ganará el próximo partido significaría estar dispuesto a apostar hasta cuatro dólares por la oportunidad de obtener una ganancia de un dólar. Este relato establece una estrecha conexión entre la epistemología bayesiana y la teoría de la decisión. Podría parecer que el comportamiento de las apuestas es solo un área especial y, como tal, no es adecuado para definir una noción tan general como grados de creencia. Pero, como sostiene Ramsey, apostamos todo el tiempo si se entiende en el sentido más amplio. Por ejemplo, al ir a la estación de tren, apostamos a que el tren llegará a tiempo, de lo contrario nos habríamos quedado en casa. De la interpretación de los grados de creencia en términos de la disposición a hacer apuestas se desprende que sería irracional atribuir un grado de 0 o 1 a cualquier proposición, excepto a las contradicciones y tautologías. La razón de esto es que atribuir estos valores extremos significaría que uno estaría dispuesto a apostar cualquier cosa, incluida la propia vida, incluso si la recompensa fuera mínima. Otro efecto colateral negativo de tales grados extremos es que se fijan permanentemente y ya no pueden actualizarse al adquirir nueva evidencia.
Este principio central del bayesianismo, que los grados de creencia se interpretan como probabilidades subjetivas y, por lo tanto, se rigen por las normas de probabilidad, se ha denominado probabilismo. Estas normas expresan la naturaleza de las creencias de los agentes idealmente racionales. No exigen qué grado de creencia deberíamos tener en una sola creencia determinada, por ejemplo, si lloverá mañana. En cambio, restringen el sistema de creencias en su conjunto. Por ejemplo, si el grado de creencia en que lloverá mañana es de 0,8, entonces el grado de creencia en la proposición contraria, es decir, que no lloverá mañana, debería ser de 0,2, no de 0,1 ni de 0,5. Según Stephan Hartmann y Jan Sprenger, los axiomas de probabilidad pueden expresarse mediante las siguientes dos leyes: (1) {\displaystyle P(A)=1} para cualquier tautología {\displaystyle A}; (2) Para proposiciones incompatibles (mutuamente excluyentes) {\displaystyle A} y {\displaystyle B}, {\displaystyle P(A\lor B)=P(A)+P(B)}.
Otro principio bayesiano importante de los grados de creencias es el principio principal debido a David Lewis. Afirma que nuestro conocimiento de las probabilidades objetivas debe corresponder a nuestras probabilidades subjetivas en forma de grados de creencia. Así, si uno sabe que la probabilidad objetiva de que una moneda salga cara es del 50%, entonces el grado de creencia de que la moneda saldrá cara debería ser de 0,5.
Los axiomas de probabilidad junto con el principio principal determinan el aspecto estático o sincrónico de la racionalidad: cómo deben ser las creencias de un agente cuando solo se considera un momento. Pero la racionalidad también implica un aspecto dinámico o diacrónico, que entra en juego para cambiar los grados de creencia al ser confrontado con nueva evidencia. Este aspecto está determinado por el principio de condicionalización.

### Principio de condicionalización
El principio de condicionalización rige cómo el grado de creencia de un agente en una hipótesis debe cambiar al recibir nueva evidencia a favor o en contra de esta hipótesis. Como tal, expresa el aspecto dinámico de cómo se comportarían los agentes racionales ideales. Se basa en la noción de probabilidad condicional, que es la medida de la probabilidad de que un evento ocurra dado que otro evento ya ha ocurrido. La probabilidad incondicional de que {\displaystyle A} ocurra se suele expresar como {\displaystyle P(A)}, mientras que la probabilidad condicional de que {\displaystyle A} ocurra dado que {\displaystyle B} ya ha ocurrido se escribe como {\displaystyle P(A\mid B)}. Por ejemplo, la probabilidad de lanzar una moneda dos veces y que la moneda salga cara dos veces es solo del 25%. Pero la probabilidad condicional de que esto ocurra dado que la moneda ha salido cara en el primer lanzamiento es entonces del 50%. El principio de condicionalización aplica esta idea a las creencias: debemos cambiar nuestro grado de creencia de que la moneda saldrá cara dos veces al recibir evidencia de que ya ha salido cara en el primer lanzamiento. La probabilidad asignada a la hipótesis antes del evento se llama probabilidad a priori. La probabilidad después se llama probabilidad a posteriori. Según el principio simple de condicionalización, esto se puede expresar de la siguiente manera: {\displaystyle P_{\text{posterior}}(H)=P_{\text{prior}}(H\mid E)={\frac {P_{\text{prior}}(H\land E)}{P_{\text{prior}}(E)}}}. Entonces, la probabilidad posterior de que la hipótesis sea verdadera es igual a la probabilidad condicional a priori de que la hipótesis sea verdadera en relación con la evidencia, que es igual a la probabilidad a priori de que tanto la hipótesis como la evidencia sean verdaderas, dividida por la probabilidad a priori de que la evidencia sea verdadera. La expresión original de este principio, denominada teorema de Bayes, puede deducirse directamente de esta formulación.
El principio simple de condicionalización hace la suposición de que nuestro grado de creencia en la evidencia adquirida, es decir, su probabilidad posterior, es 1, lo cual no es realista. Por ejemplo, los científicos a veces necesitan descartar evidencia previamente aceptada al hacer nuevos descubrimientos, lo que sería imposible si el grado de creencia correspondiente fuera 1. Una forma alternativa de condicionalización, propuesta por Richard Jeffrey, ajusta la fórmula para tener en cuenta la probabilidad de la evidencia: {\displaystyle P_{\text{posterior}}(H)=P_{\text{prior}}(H\mid E)\cdot P_{\text{posterior}}(E)+P_{\text{prior}}(H\mid \lnot E)\cdot P_{\text{posterior}}(\lnot E)}.

### Dutch books
Un Dutch book es una serie de apuestas que necesariamente resulta en una pérdida. Un agente es vulnerable a un Dutch book si sus grados de creencia violan las leyes de probabilidad. Esto puede ocurrir tanto en casos sincrónicos, en los que el conflicto se produce entre creencias mantenidas al mismo tiempo, como en casos diacrónicos, en los que el agente no responde adecuadamente a nueva evidencia. En el caso sincrónico más simple, solo dos creencias están involucradas: la creencia en una proposición y en su negación. Las leyes de la probabilidad sostienen que la suma de estos dos grados de creencia debe ser 1, ya que o la proposición o su negación son verdaderas. Los agentes que violan esta ley son vulnerables a un Dutch book sincrónico. Por ejemplo, dada la proposición de que lloverá mañana, supongamos que el grado de creencia de un agente de que es verdadera es 0,51 y el grado de que es falsa también es 0,51. En este caso, el agente estaría dispuesto a aceptar dos apuestas a $ 0,51 por la oportunidad de ganar $ 1: una que lloverá y otra que no lloverá. Las dos apuestas juntas cuestan $ 1,02, lo que resulta en una pérdida de $ 0,02, sin importar si lloverá o no. El principio detrás de los Dutch books diacrónicos es el mismo, pero son más complicados, ya que implican hacer apuestas antes y después de recibir nueva evidencia y tienen que tener en cuenta que hay una pérdida en cada caso, sin importar cómo resulte la evidencia.
Hay diferentes interpretaciones sobre lo que significa que un agente es vulnerable a un Dutch book. Según la interpretación tradicional, tal vulnerabilidad revela que el agente es irracional, ya que se involucraría voluntariamente en un comportamiento que no es en su mejor interés personal. Un problema con esta interpretación es que asume la omnisciencia lógica como requisito para la racionalidad, lo que es problemático especialmente en casos diacrónicos complicados. Una interpretación alternativa utiliza los Dutch books como "una especie de heurística para determinar cuándo los grados de creencia de uno tienen el potencial de ser pragmáticamente autoderrotistas". Esta interpretación es compatible con mantener una visión más realista de la racionalidad frente a las limitaciones humanas.
Los Dutch books están estrechamente relacionados con los axiomas de probabilidad. El teorema Dutch book sostiene que solo las asignaciones de grados de creencia que no siguen los axiomas de probabilidad son vulnerables a los Dutch books. El teorema Dutch book inverso afirma que ninguna asignación de grados de creencia que siga estos axiomas es vulnerable a un Dutch book.

## Aplicaciones

### Teoría de la confirmación
En la filosofía de la ciencia, la confirmación se refiere a la relación entre una pieza de evidencia y una hipótesis confirmada por ella.  La teoría de la confirmación es el estudio de la confirmación y la desconfirmación: cómo las hipótesis científicas son apoyadas o refutadas por la evidencia. La teoría bayesiana de la confirmación proporciona un modelo de confirmación basado en el principio de condicionalización. Una pieza de evidencia confirma una teoría si la probabilidad condicional de esa teoría en relación con la evidencia es mayor que la probabilidad incondicional de la teoría por sí misma. Expresado formalmente: {\displaystyle P(H\mid E)>P(H)}. Si la evidencia disminuye la probabilidad de la hipótesis, entonces la desconfirma. Por lo general, los científicos no solo están interesados en si una pieza de evidencia apoya una teoría, sino también en cuánto apoyo proporciona. Hay diferentes maneras de determinar este grado.  La versión más simple solo mide la diferencia entre la probabilidad condicional de la hipótesis relativa a la evidencia y la probabilidad incondicional de la hipótesis, es decir, el grado de apoyo es {\displaystyle P(H\mid E)-P(H)}. El problema con la medición de este grado es que depende de la certeza de la teoría antes de recibir la evidencia. Así, si un científico ya está muy seguro de que una teoría es verdadera, entonces una pieza de evidencia más no afectará mucho su creencia, incluso si la evidencia es muy fuerte. Existen otras condiciones para cómo debe comportarse una medida de evidencia, por ejemplo, evidencia sorprendente, es decir, evidencia que tenía una probabilidad baja por sí sola, debe proporcionar más apoyo. Los científicos a menudo se enfrentan al problema de tener que decidir entre dos teorías en competencia. En tales casos, el interés no está tanto en la confirmación absoluta, o en cuánto una nueva evidencia apoyaría esta o aquella teoría, sino en la confirmación relativa, es decir, en qué teoría está más apoyada por la nueva evidencia.
Un problema bien conocido en la teoría de la confirmación es la paradoja del cuervo de Carl Gustav Hempel. Hempel comienza señalando que ver un cuervo negro cuenta como evidencia para la hipótesis de que todos los cuervos son negros, mientras que ver una manzana verde generalmente no se considera evidencia a favor o en contra de esta hipótesis. La paradoja consiste en la consideración de que la hipótesis "todos los cuervos son negros" es lógicamente equivalente a la hipótesis "si algo no es negro, entonces no es un cuervo". Así, ya que ver una manzana verde cuenta como evidencia para la segunda hipótesis, también debería contar como evidencia para la primera. El bayesianismo permite que ver una manzana verde apoye la hipótesis del cuervo mientras explica nuestra intuición inicial de lo contrario. Este resultado se alcanza si asumimos que ver una manzana verde proporciona un apoyo mínimo, pero aún positivo para la hipótesis del cuervo, mientras que ver un cuervo negro proporciona un apoyo significativamente mayor.

### Coherencia
La coherencia desempeña un papel central en varias teorías epistemológicas, por ejemplo, en la teoría de la coherencia de la verdad o en la teoría de la coherencia de la justificación. Se suele suponer que los conjuntos de creencias tienen más probabilidades de ser verdaderos si son coherentes que en caso contrario. Por ejemplo, es más probable que confiemos en un detective que pueda conectar todas las piezas de evidencia en una historia coherente. Pero no hay un acuerdo general sobre cómo definir la coherencia.  El bayesianismo se ha aplicado a este campo sugiriendo definiciones precisas de la coherencia en términos de probabilidad, que luego pueden emplearse para abordar otros problemas relacionados con la coherencia. Una de estas definiciones fue propuesta por Tomoji Shogenji, quien sugiere que la coherencia entre dos creencias es igual a la probabilidad de su conjunción dividida por las probabilidades de cada una por sí misma, es decir, {\displaystyle Coherencia(A,B)={\frac {P(A\land B)}{(P(A)\cdot P(B))}}}.  Intuitivamente, esto mide la probabilidad de que las dos creencias sean verdaderas al mismo tiempo, en comparación con la probabilidad de que esto suceda si estuvieran neutralmente relacionadas entre sí. La coherencia es alta si las dos creencias son relevantes entre sí. La coherencia definida de esta manera es relativa a una asignación de grados de creencia. Esto significa que dos proposiciones pueden tener una coherencia alta para un agente y una coherencia baja para otro agente debido a la diferencia en las probabilidades a priori de las creencias de los agentes.

### Epistemología social
La epistemología social estudia la relevancia de los factores sociales para el conocimiento. En el campo de la ciencia, por ejemplo, esto es relevante, ya que los científicos individuales a menudo tienen que confiar en los descubrimientos de otros científicos para progresar. El enfoque bayesiano puede aplicarse a varios temas de la epistemología social. Por ejemplo, el razonamiento probabilístico puede utilizarse en el ámbito del testimonio para evaluar qué tan confiable es un informe determinado. De esta manera, se puede demostrar formalmente que los informes de testigos que son probabilísticamente independientes entre sí proporcionan más apoyo que de otro modo. Otro tema de la epistemología social se refiere a la cuestión de cómo agregar las creencias de los individuos dentro de un grupo para llegar a la creencia del grupo en su conjunto. El bayesianismo aborda este problema agregando las asignaciones de probabilidad de los diferentes individuos.

## Objeciones

### Problema de los priores
Para realizar inferencias probabilísticas basadas en nueva evidencia, es necesario tener una probabilidad a priori ya asignada a la proposición en cuestión. Pero esto no siempre es así: hay muchas proposiciones que el agente nunca ha considerado y, por lo tanto, carece de un grado de creencia. Este problema suele resolverse asignando una probabilidad a la proposición en cuestión para aprender de la nueva evidencia a través de la condicionalización. El problema de los priores se refiere a la cuestión de cómo se debe realizar esta asignación inicial. Los bayesianos subjetivos sostienen que no hay o hay pocas condiciones, aparte de la coherencia probabilística, que determinen cómo asignamos las probabilidades iniciales. El argumento a favor de esta libertad en la elección de los grados iniciales de creencia es que los grados cambiarán a medida que adquiramos más evidencia y convergerán en el mismo valor después de suficientes pasos, sin importar por dónde empecemos. Los bayesianos objetivos, por otro lado, afirman que hay varias condiciones que determinan la asignación inicial. Una condición importante es el principio de indiferencia. Establece que los grados de creencia deben distribuirse equitativamente entre todos los resultados posibles. Por ejemplo, el agente quiere predecir el color de las bolas sacadas de una urna que contiene solo bolas rojas y negras sin ninguna información sobre la proporción de bolas rojas y negras. Aplicado a esta situación, el principio de indiferencia afirma que el agente debe asumir inicialmente que la probabilidad de sacar una bola roja es del 50%. Esto se debe a consideraciones de simetría: es la única asignación en la que las probabilidades a priori son invariantes a un cambio de etiqueta. Aunque este enfoque funciona para algunos casos, produce paradojas en otros. Otra objeción es que no se deben asignar probabilidades a priori basadas en la ignorancia inicial.

### Problema de la omnisciencia lógica
Las normas de racionalidad según las definiciones estándar de la epistemología bayesiana asumen la omnisciencia lógica: el agente tiene que asegurarse de seguir exactamente todas las leyes de la probabilidad para todas sus creencias con el fin de contar como racional. Quien no lo hace es vulnerable a los Dutch books y, por lo tanto, es irracional. Este es un estándar poco realista para los seres humanos, como han señalado los críticos.

### Problema de la evidencia antigua
El problema de la evidencia antigua se refiere a casos en los que el agente no sabe, en el momento de adquirir una pieza de evidencia, que confirma una hipótesis, pero solo se entera de esta relación de apoyo más tarde. Normalmente, el agente aumentaría su creencia en la hipótesis después de descubrir esta relación. Pero esto no está permitido en la teoría bayesiana de la confirmación, ya que la condicionalización solo puede ocurrir cuando hay un cambio de la probabilidad de la afirmación evidencial, lo cual no es el caso. Por ejemplo, la observación de ciertas anomalías en la órbita de Mercurio es evidencia para la teoría de la relatividad general. Pero estos datos se habían obtenido antes de que se formulara la teoría, contando así como evidencia antigua.